# 장수하늘소 (소설)
《장수하늘소》는 대한민국의 소설가인 이외수가 지은 중편 소설이다. 1981년 인문당에서 발행하였으며 배경은 실제 강원도 화천군 일대를 소재로 하였고 장수하늘소와 곤충을 포획하며 일본인에게 밀거래를 하려는 주인공의 1인칭 시점에서 이야기를 그렸다.
작가는 이 소설에서 장수하늘소와 곤충들을 포획하며 일확천금을 꿈꾸는 주인공을 통해서 생명에 대한 존중과 동시에 인간의 물질적인 쾌락과 한없는 탐욕을 지적하고 이를 통해서 인간의 과욕과 파괴를 통해서 예리한 내용을 그려내었다.

## 줄거리
대학에서 생물학을 전공하다가 중퇴하였던 박형국. 그는 어린시절에 광부였던 아버지를 여의고 유복한 동생 형기를 맞이하지만 태어나서 울지도 않고 심상치 않은 운명을 타고난 아이로 알려져서 재앙덩어리로 낙인되고 그의 어머니는 두 형제를 데리고 광산촌을 떠나 동원시로 이사한다. 그 때 노승이 찾아와서 장독대에 앉아있는 형기를 보면서 송장을 만들지 않으려면 산으로 보내라는 말을 한다. 이 말을 들은 어머니는 형기를 구박하게 되고 그런 와중에도 형기는 한 번도 울어본 적이 없는 특이한 면을 가지고 있다. 그는 성장하여 학교에 입학하지만 친구를 사귄 적이 없고 피라미드 같은 비과학적인 것이나 철학을 독학하는 분위기를 보인다.
형국이 육군 병장으로 복무하던 시절에 어머니가 버스 사고로 돌아가셨다는 부고를 듣고 휴가를 나오며 집으로 왔을 때 이미 형기가 어머니 제사를 치르고 보상까지 받으며 스스로 산으로 올라갔다는 쪽지를 남기고 떠나게 되자 그는 전역 후 선배로 불리는 정기문의 주선으로 곤충채집 아르바이트를 하게 되고 희귀하고 아름다운 곤충들을 선배가 아는 일본인에게 파는 일을 하게 된다. 그런데 산으로 갔다는 동생이 찾아왔는데 그의 모습은 완전히 산(山)사람이 되어서 예전 모습이 아니었지만 신비한 분위기를 보인다.

## 드라마
1983년 KBS TV 문학관을 통해서 드라마로 제작되었다. 극본은 이희우, 연출은 맹만재.

## 등장인물
- 박형국 (배우: 임혁)

본 작품의 주인공. 대학에서 생물학을 전공하였다가 중퇴하였으며 군복무 중에 어머니를 여의게 되고 군 전역 이후 선배로 불리는 정기문의 주선으로 곤충채집 일을 하게 되면서 온 산의 곤충들을 포획하는 역할을 하게 된다.
- 박형기 (배우: 백준기)

형국의 동생. 어린 시절부터 심상치 않은 운명을 가진 아이로 불렸고 태어날 때부터 한 번도 울어본 적이 없는 특이한 면이 있으며 비과학적인 분야에 관심을 가진다. 어머니 사후 산으로 들어가게 되어서 형 앞에 나타난다.
- 정기문 (배우: 이일웅)

형국의 선배로 불리는 인물로 그에게 곤충채집을 주선하고 일본인에게 곤충을 판매하는 유도를 한 인물이다.
- 야마다(山田, (배우: 이신재)

정기문과 거래상에서 알고 있는 일본인. 형국에게 장수하늘소를 포획하도록 지시한 인물이다. 사실 그의 정체는 재일교포 밀수 사기꾼이었다.